# Gonzalo López-Gallego
Gonzalo López-Gallego (Madrid, 27 de junio de 1973) es un director de cine, editor y guionista español.

## Trayectoria
En el año  2000 realiza su primer largometraje, Nómadas  (Mejor Película Extranjera en el Festival de Cine Independiente de Nueva York, Premio Especial del Jurado en el Festival de Málaga).
En 2003 dirige Sobre el Arcoiris, película experimental rodada en inglés y español en la ciudad de Berlín. (Considerada por la revista Nuebo nº10, de febrero de 2023, una de las 50 películas de culto del cine español).
Su siguiente largometraje, El rey de la montaña, protagonizado por Leonardo Sbaraglia y María Valverde (Gran Premio Méliès de Cine Fantástico Europeo de Plata en Ámsterdam, Mejor Actor, Mejor Actriz y Mejor Fotografía en el Scream Fest de Los Ángeles).
En 2010 recibe el Premio Eloy de la Iglesia en el Festival de Cine Español de Málaga que reconoce el trabajo de jóvenes artistas cuya trayectoria se desvía de las normas establecidas.
En 2011, producido por Weinstein Company, dirige Apollo 18  una película de ciencia ficción de metraje encontrado con un presupuesto de 5 millones de dólares sobre una misión secreta de la NASA a la Luna, que recauda en todo el mundo más de 25 millones de dólares en taquilla. 
En 2013 termina Open Grave, protagonizada por Sharlto Copley, Thomas Kretschmann y Joseph Morgan y producida por Atlas Independent.
En  2016, dirige The Hollow Point un potente western moderno protagonizado por Ian McShane, Patrick Wilson, James Belushi, Lynn Collins y John Leguizamo. Tres años después, dirige  Backdraft 2, producido por Raffaella De Laurentiis, y algunas producciones televisivas, como Néboa, para televisión española. 
En 2022 repite con Ian McShane como protagonista y dirige  American Star, una producción europea independiente de Aquí y Allí Films y EMU Films, con Nora Arnezeder, Adam Nagaitis y Fanny Ardant
Entre 2021 y finales del año 2023 rueda La sombra del tiburón, un proyecto inclasificable que se mueve entre lo experimental y lo fantástico. Película de producción propia muy personal, con un  pequeño elenco de actores y, - exceptuando la banda sonora de Remate -,  sin equipo técnico. Premiada con el Best Director Award en el  Festival de Fantasporto 2024.

## Filmografía

### Editor
- No sé, no sé (1998)
- Musas (1998)
- Insomnio de una noche de verano (1999)
- Soirée (2000)
- Nómadas (2001)
- Entre abril y julio (2002)
- Sobre el arco iris (2003)
- Thumbs Up (2005)
- Verano o Los defectos de Andrés (2006)
- El rey de la montaña (2007)
- No se preocupe (2008)
- La piel azul (2 episodios, 2010)
- Open Grave (2013).
- The Hollow Point (2016)
- Backdraft 2 (2019)
- American Star (2024)[1]
- La sombra del tiburón (2024)

### Guionista
- Musas (1998)
- Nómadas (2001)
- Sobre el arco iris (2003)
- Thumbs Up (2005)
- El rey de la montaña (2007)
- La sombra del tiburón (2024)

### Director
- Musas (1998)
- Nómadas (2001)
- Sobre el arco iris (2003)
- Thumbs Up (2005)
- El rey de la montaña (2007)
- La piel azul (2 episodios, 2010)
- Apollo 18 (2011)
- Open Grave (2013)
- The Hollow Point (2016)
- Backdraft 2 (2019)
- American Star (2024)
- La sombra del tiburón (2024)